# Pont Neuf
Pont Neuf là một cây cầu nằm ở trung tâm thành phố Paris, nối tả ngạn sông Seine với đảo Île de la Cité rồi tới hữu ngạn. Mặc dù trong tiếng Pháp, Pont Neuf có nghĩa là chiếc cầu mới, nhưng đây lại là cây cầu cổ nhất Paris còn đến nay. Lý do cầu được mang tên này vì nó là chiếc cầu bằng đá đầu tiên của thành phố. Pont Neuf được xây dựng từ năm 1578 và hoàn thành năm 1607.

## Lịch sử
Trước Pont Neuf, những cây cầu của Paris đều bằng gỗ. Việc xây dựng cầu Pont Neuf được quyết định ngày 2 tháng 11 năm 1577. Vua Henri III đã chỉ định một ban chịu trách nhiệm về chất lượng xây dựng và theo dõi công trình này. Claude Marcel được chỉ định làm tổng kiểm soát tài chính, liên lạc giữa nhà vua và ủy ban đó. Việc xây dựng được cho phép trong ngự chỉ của Henri III ngày 16 tháng 3 năm 1578.
Ngày 31 tháng 5 năm 1578, Henri III đặt viên đá đầu tiên với sự có mặt của thái hậu Catherine de Médicis và hoàng hậu Louise de Lorraine. Chiếc cầu đã được xây dựng trong thời gian trị vì của Henri III và Henri IV, từ 1578 tới 1607. Trong khoảng thời gian mười năm, từ 1588 tới 1598, công việc xây dựng bị ngưng lại vì cuộc Chiến tranh tôn giáo. Tới 1599, vua Henri IV ra lệnh tiếp tục xây dựng và giao cho Guillaume Marchant và François Petit.
Ngày 2 tháng 1 năm 1602, Henri IV ra lệnh xây dựng trạm bơm lớn Samaritaine cạnh vị trí cầu Pont Neuf. Trạm bơm này cung cấp nước cho hai cung điện Louvre, Tuileries và cả vườn hoa Tuileries. Về sau, tên trạm bơm này còn được đặt cho đại cửa hàng La Samaritaine nằm cạnh cầu.
Tháng 7 năm 1606, việc xây dựng hoàn thành. Henri IV cho bố trí một quảng trường gần như khép kín với các ngôi nhà bao quanh có vẻ bề ngoài giống nhau nằm giữa Palais de la Cité và phần mũi đất của đảo Île de la Cité tiếp xúc với cầu. Đó là Quảng trường Dauphine ngày nay. Ngày 23 tháng 8 năm 1614, bốn năm sau vụ ám sát nhà vua, bức tượng Vua Henri IV cưỡi ngựa được Marie de Médicis, hoàng hậu của Henri IV, đặt nhà điêu khắc Jean de Bologne hoàn thành và được đặt trên mũi đất này. Năm 1792, trong Cách mạng Pháp, bức tượng bị phá và các mảnh của nó ngay nay được lưu trữ trong Bảo tàng Louvre. Đến thời kỳ Khôi phục nước Pháp, vào năm 1818, vua Louis XVIII của Pháp cho dựng một bức tượng Vua Henri IV cưỡi ngựa mới thay thế. Tác phẩm bằng đồng được làm theo mẫu của nhà điêu khắc François-Frédéric Lemot.
Năm 1989, Pont Neuf được xếp hạng công trình lịch sử của Pháp. Đầu năm 2007, sau một thời gian, thành phố Paris đã hoàn thành việc tu sửa toàn bộ cây cầu.

## Pont Neuf

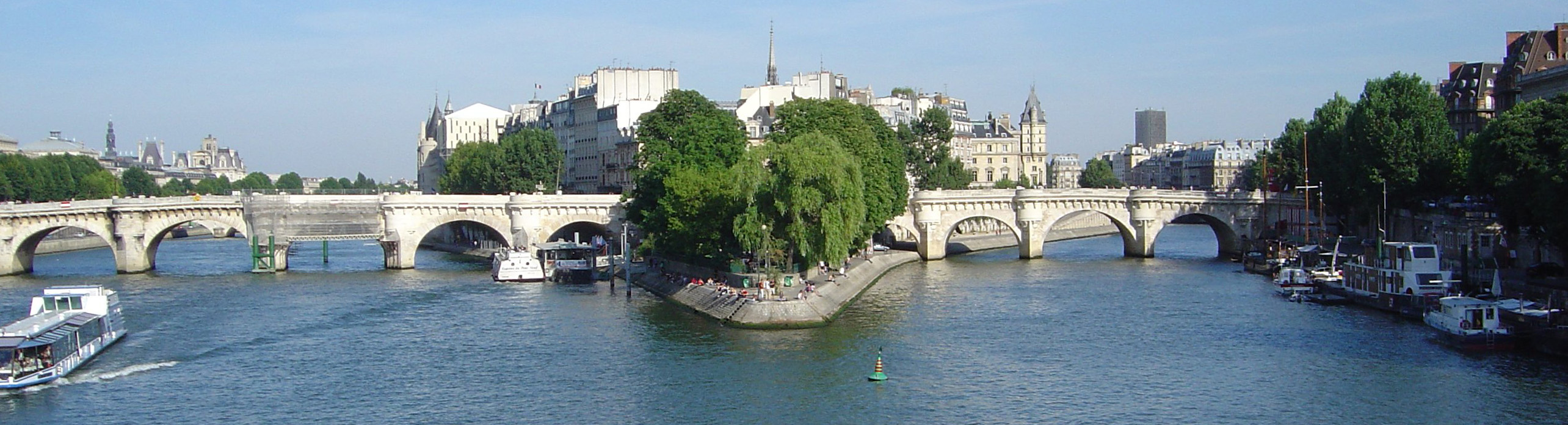

Sau cầu hai cầu Pont aval và Pont amont ở ngoại biên thành phố, Pont Neuf là cây cầu dài thứ ba Paris, 238 m. Nối liền Quận 6 ở tả ngạn và Quận 1 ở hữu ngạn sông Seine, đoạn giữa của Pont Neuf nằm trên mũi đất phía Tây của đảo Île de la Cité, nơi có Quảng trường Dauphine. Phần nối với quận 1 dài 154 m, gồm 7 nhịp. Còn phần nối với quận 6 gồm 3 nhịp, dài 78 m. Chiều rộng của Pont Neuf là 20,5 m, gồm 11,5 m lòng được và vỉa hè, mỗi bên 4,5 m.
Pont Neuf cũng là chiếc cầu đầu tiên của Paris có vỉa hè. Kỹ thuật xây dựng thời kỳ đó bắt buộc Pont Neuf phải có nhiều nhịp. Tại mỗi trụ cầu có những "ban công" nhỏ hình bán nguyệt nhô ra phía ngoài sông. Trước kia, những ban công này là nơi bán hàng của các nhà buôn và thợ thủ công. Cho tới năm 1854 việc buôn bán này mới chấm dứt. Mặt ngoài sông của cậu được trang trí bởi 385 tượng mặt người bằng đá.
Pont Neuf từng là đề tài cho một số họa sĩ nổi tiếng vào thế kỷ 19 như Auguste Renoir hay Camille Pissarro. Cây cầu cũng là bối cảnh chính của bộ phim Les Amants du pont Neuf (Những tình nhân của Pont Neuf) năm 1991.

## Hình ảnh

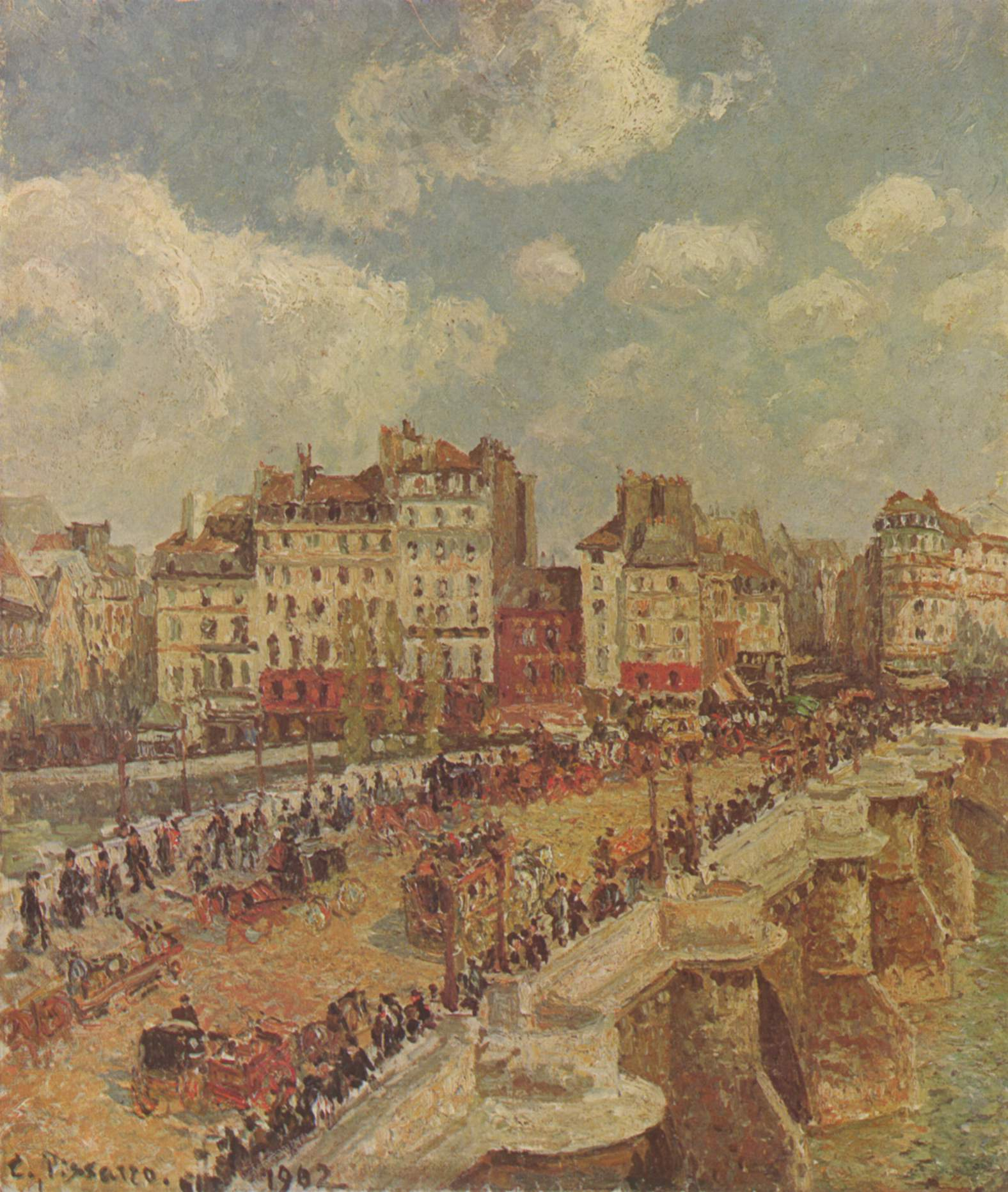
Tranh Camille Pissarro
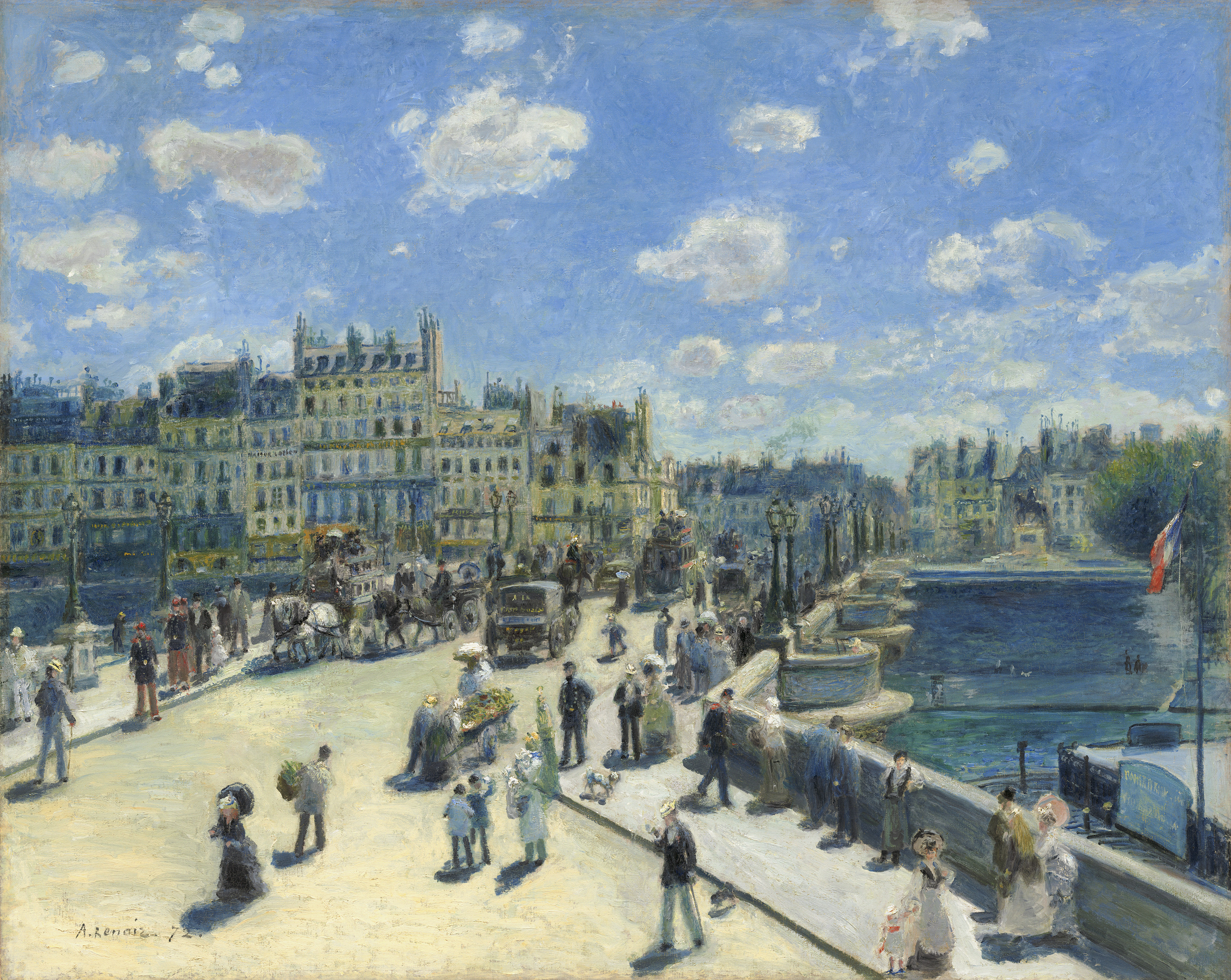
Tranh Auguste Renoir
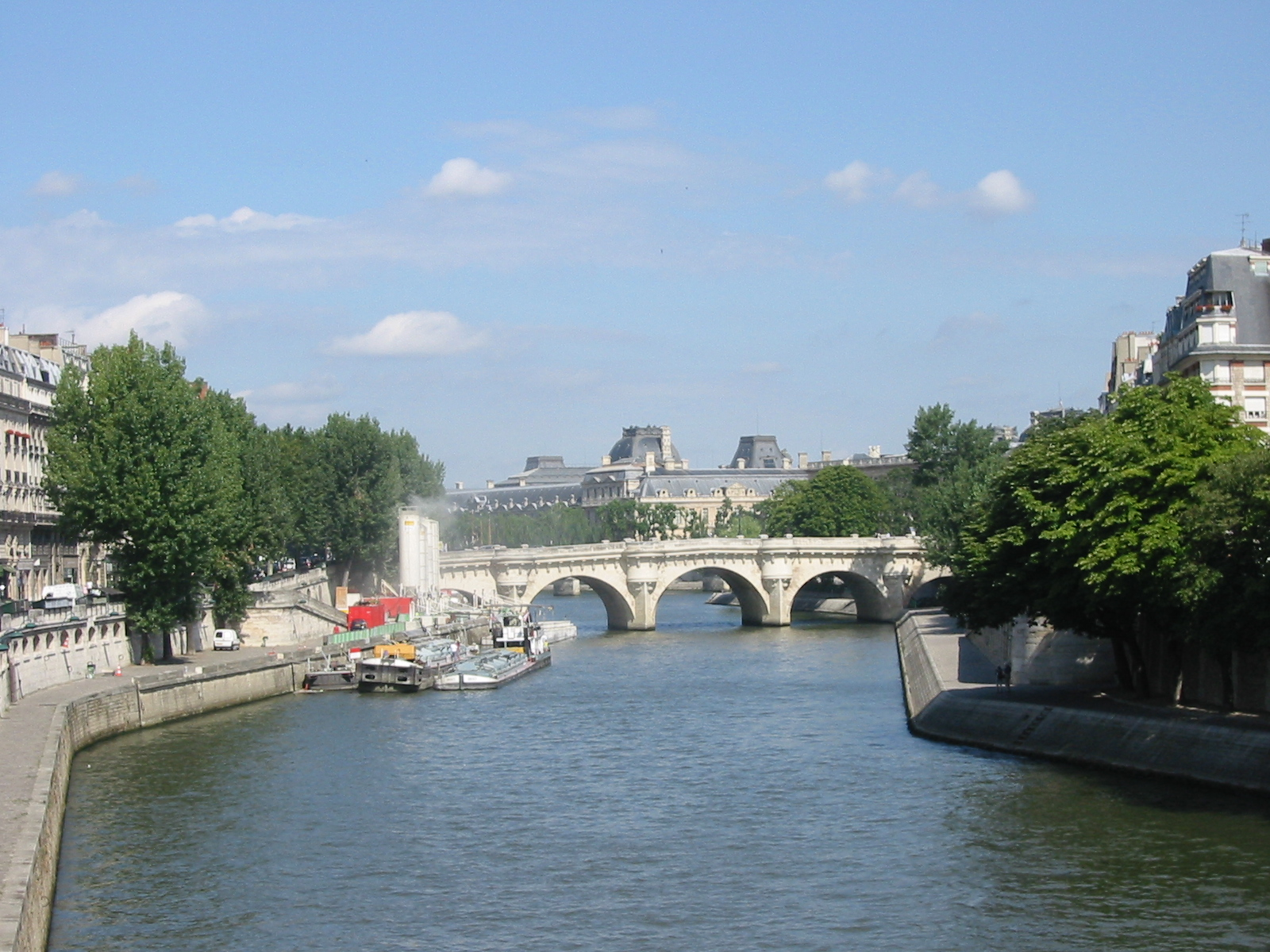
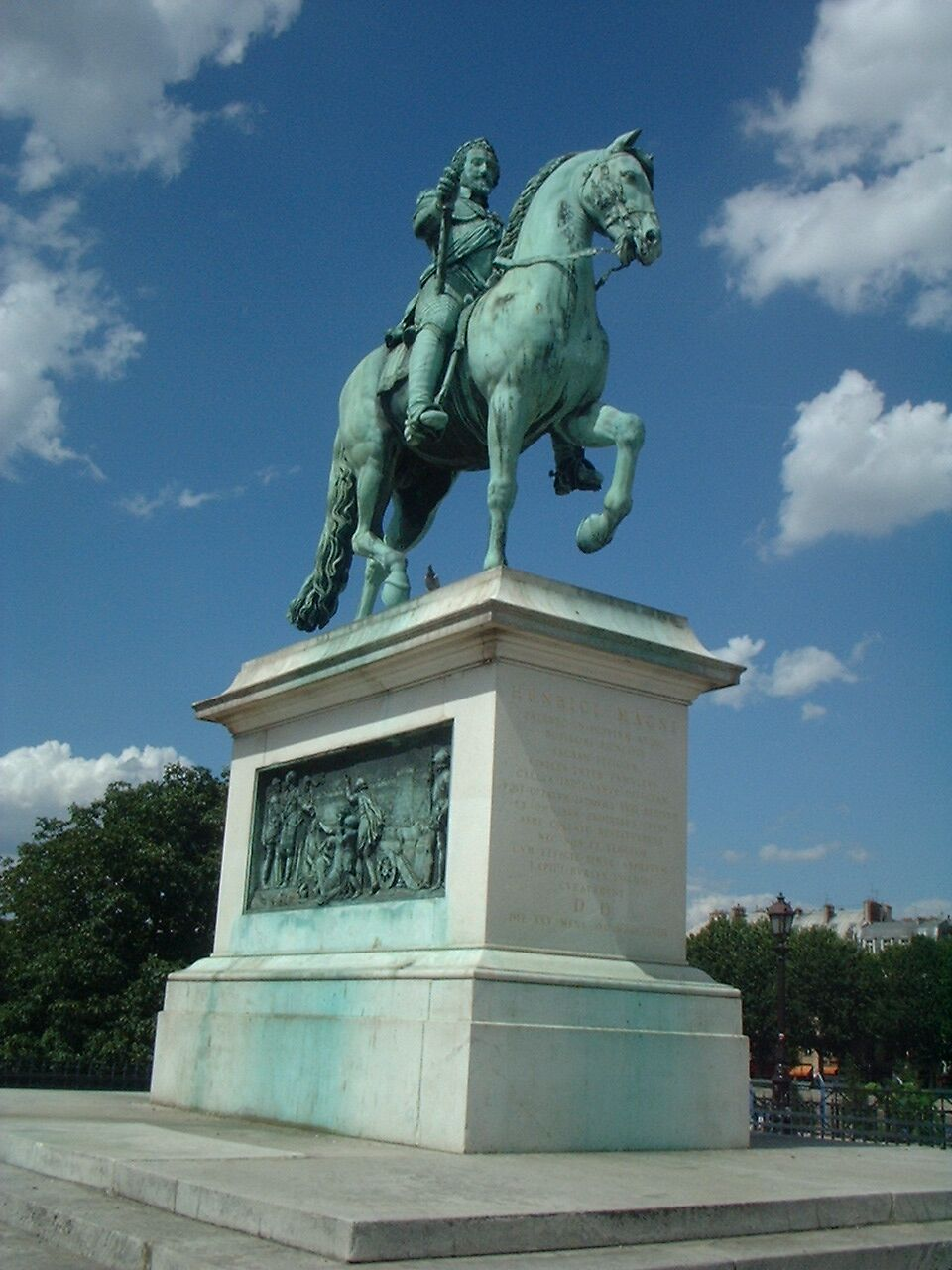